# Думайр (нохія)
Думайр (араб. ناحية الضمير) — нохія у Сирії, що входить до складу району Дума провінції Дамаск. Адміністративний центр — м. Думайр.